# Métro léger de Sacramento
Le métro léger de Sacramento est le réseau de tramways de la ville de Sacramento, capitale de la Californie, aux États-Unis. Ouvert le 12 mars 1987, il comporte actuellement deux lignes : la "Blue Line" et la "Gold Line"

### Aperçu général

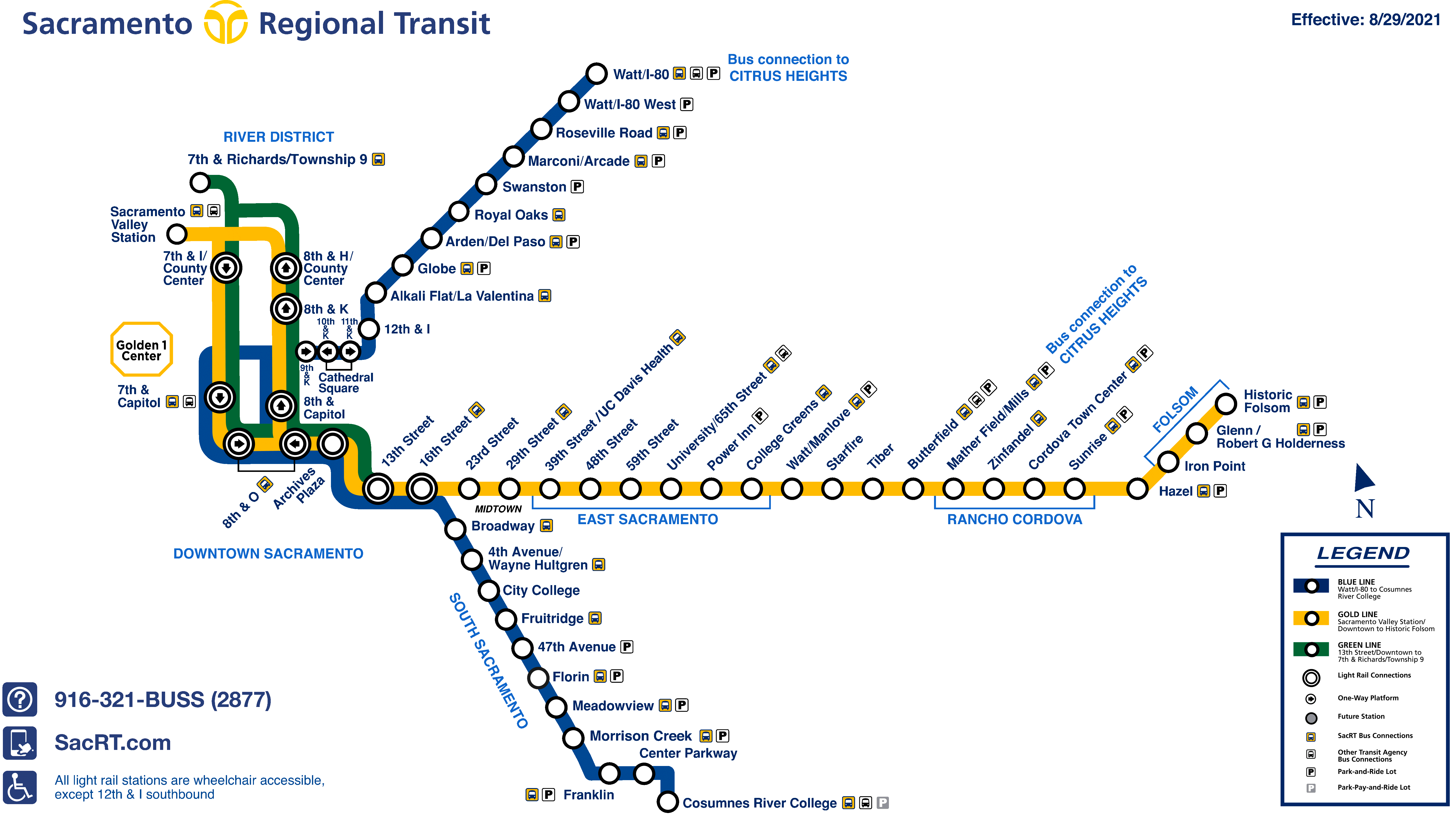
Carte du réseau au 29 août 2021